# Deutscher Filmpreis 2018

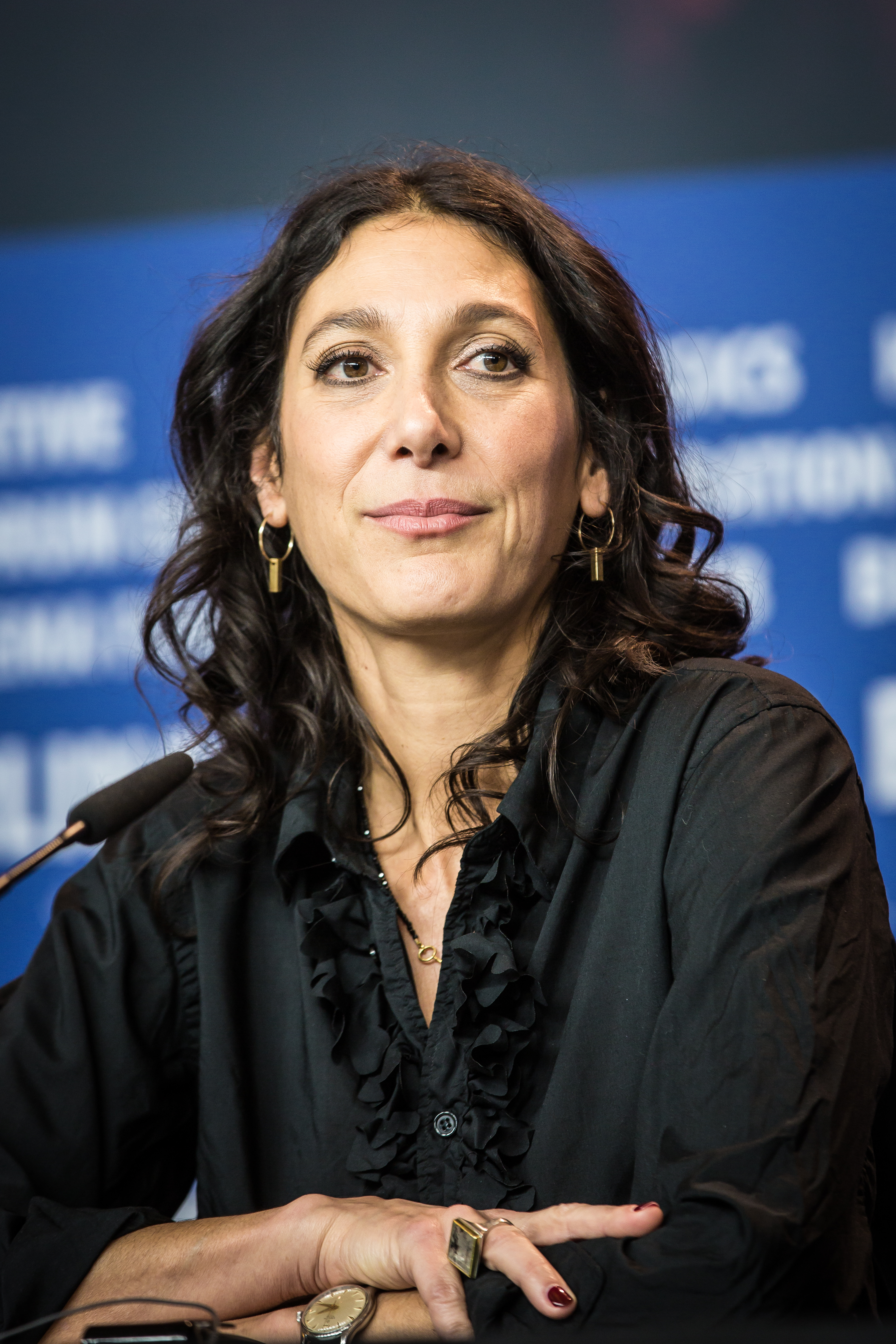
Emily Atef, Regisseurin des preisgekrönten Films 3 Tage in Quiberon

Die 68. Verleihung des Deutschen Filmpreises (Lola) fand am 27. April 2018 im Palais am Funkturm in Berlin statt. Die Auszeichnung ist mit 2,955 Mio. Euro die höchstdotierte Kulturauszeichnung Deutschlands und wird von der Deutschen Filmakademie in bis zu 18 Kategorien vergeben. Die Nominierungen wurden am 14. März 2018 bekanntgegeben. Emily Atefs Filmbiografie 3 Tage in Quiberon, die mit 10 Nominierungen das Favoritenfeld anführte, erhielt insgesamt 7 Auszeichnungen.
Dem Regisseur, Schauspieler und Drehbuchautor Hark Bohm wurde im Vorfeld der Ehrenpreis für herausragende Verdienste um den deutschen Film zuerkannt. Gemeinsam mit Fatih Akin erhielt Bohm außerdem für Aus dem Nichts den regulären Drehbuchpreis. Mit einem undotierten Preis für den „besucherstärksten deutschen Film des Jahres“ wurde Bora Dagtekin (Fack ju Göhte 3) geehrt.
Die Preisgala wurde zeitversetzt vom Fernsehsender Das Erste ausgestrahlt. Als Gastgeber durch die Veranstaltung führten Moderator und Schauspieler Edin Hasanović und die Filmakademie-Präsidentin Iris Berben. Die künstlerische Leitung oblag der Regisseurin Sherry Hormann.
| Film                          | N  | A |
| ----------------------------- | -- | - |
| 3 Tage in Quiberon            | 10 | 7 |
| Aus dem Nichts                | 5  | 2 |
| Der Hauptmann                 | 5  | 1 |
| In den Gängen                 | 4  | 1 |
| Manifesto                     | 4  | 3 |
| Das schweigende Klassenzimmer | 4  | – |
| Beuys                         | 3  | 2 |
| Casting                       | 3  | – |
| Der Mann aus dem Eis          | 2  | – |
| Western                       | 2  | 1 |

## Preisträger und Nominierungen

### Bester Spielfilm
| Auszeichnung        | Filmtitel          | Produktion                                                     | Regie             |
| ------------------- | ------------------ | -------------------------------------------------------------- | ----------------- |
| Filmpreis in Gold   | 3 Tage in Quiberon | Karsten Stöter                                                 | Emily Atef        |
| Filmpreis in Silber | Aus dem Nichts     | Nurhan Şekerci-Porst, Fatih Akin, Herman Weigel                | Fatih Akin        |
| Filmpreis in Bronze | Western            | Jonas Dornbach, Janine Jackowski, Maren Ade, Valeska Grisebach | Valeska Grisebach |

Außerdem nominiert:
- Der Hauptmann – Produktion: Frieder Schlaich, Irene von Alberti
- In den Gängen – Produktion: Jochen Laube, Fabian Maubach
- Das schweigende Klassenzimmer – Produktion: Miriam Düssel

### Bester Dokumentarfilm
Beuys – Produktion: Thomas Kufus
- Das Kongo Tribunal – Produktion: Arne Birkenstock, Oliver Zobrist
- Taste of Cement – Der Geschmack von Zement – Produktion: Ansgar Frerich, Eva Kemme, Tobias N. Siebert

### Bester Kinderfilm
Amelie rennt – Produktion: Philipp Budweg, Thomas Blieninger, Martin Rattini
- Die kleine Hexe – Produktion: Uli Putz, Jakob Claussen

### Bestes Drehbuch
Fatih Akin, Hark Bohm – Aus dem Nichts
- Lars Kraume – Das schweigende Klassenzimmer
- Nicolas Wackerbarth, Hannes Held – Casting

### Beste Regie
Emily Atef – 3 Tage in Quiberon
- Fatih Akin – Aus dem Nichts
- Valeska Grisebach – Western

### Beste weibliche Hauptrolle
Marie Bäumer – 3 Tage in Quiberon
- Diane Krüger – Aus dem Nichts
- Kim Riedle – Back for Good

### Beste männliche Hauptrolle
Franz Rogowski – In den Gängen
- Andreas Lust – Casting
- Oliver Masucci – HERRliche Zeiten

### Beste weibliche Nebenrolle
Birgit Minichmayr – 3 Tage in Quiberon
- Sandra Hüller – In den Gängen
- Corinna Kirchhoff – Casting

### Beste männliche Nebenrolle
Robert Gwisdek – 3 Tage in Quiberon
- Alexander Fehling – Der Hauptmann
- Charly Hübner – 3 Tage in Quiberon

### Beste Kamera/Bildgestaltung
Thomas W. Kiennast – 3 Tage in Quiberon
- Jens Harant – Das schweigende Klassenzimmer
- Rainer Klausmann – Aus dem Nichts
- Christoph Krauss – Manifesto
- Peter Matjasko – In den Gängen

### Bester Schnitt
Stephan Krumbiegel, Olaf Voigtländer – Beuys
- Michał Czarnecki – Der Hauptmann
- Jan Ruschke – Es war einmal Indianerland

### Bestes Szenenbild
Erwin Prib – Manifesto
- Erwin Prib – Jugend ohne Gott
- Josef Sanktjohanser – Zwei Herren im Anzug

### Bestes Kostümbild
Bina Daigeler – Manifesto
- Maurizio Millenotti, Gianni Casalnuovo – The Happy Prince
- Esther Walz – Das schweigende Klassenzimmer

### Bestes Maskenbild
Morag Ross, Massimo Gattabrusi – Manifesto
- Heike Merker – Der Mann aus dem Eis
- Ljiljana Müller, Hanna Hackbeil – 3 Tage in Quiberon

### Beste Filmmusik
Christoph M. Kaiser, Julian Maas – 3 Tage in Quiberon
- Ali N. Askin – Teheran Tabu
- Ulrich Reuter, Damian Scholl – Beuys
- Martin Todsharow – Der Hauptmann

### Beste Tongestaltung
André Bendocchi Alves, Eric Devulder, Martin Steyer – Der Hauptmann
- Gregor Bonse, Thomas Neumann, Marc Parisotto – Der Mann aus dem Eis
- Joern Martens, Martin Steyer, Kai Tebbel – 3 Tage in Quiberon

### Besucherstärkster Film
Fack ju Göhte 3 – Regie: Bora Dagtekin

### Ehrenpreis
Hark Bohm, deutscher Regisseur, Schauspieler und Drehbuchautor